# Yana Churikova
Yana Churikova es una periodista rusa nacida el 6 de noviembre de 1978 en Moscú, Rusia.
Yana trabajó en la MTV rusa en sus inicios, cuando ya llevaba unos años, Channel One Russia le propuso presentar el programa Star Factory del que salieron artistas como Dmitry Koldun. Ganó popularidad en Rusia y en Europa al ser la portavoz de Rusia en el Festival de la Canción de Eurovisión durante varios años.
Yana presentó el Festival de la Canción de Eurovisión 2009, que se celebrará en Moscú. 

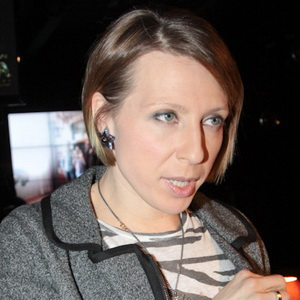